# Croatina

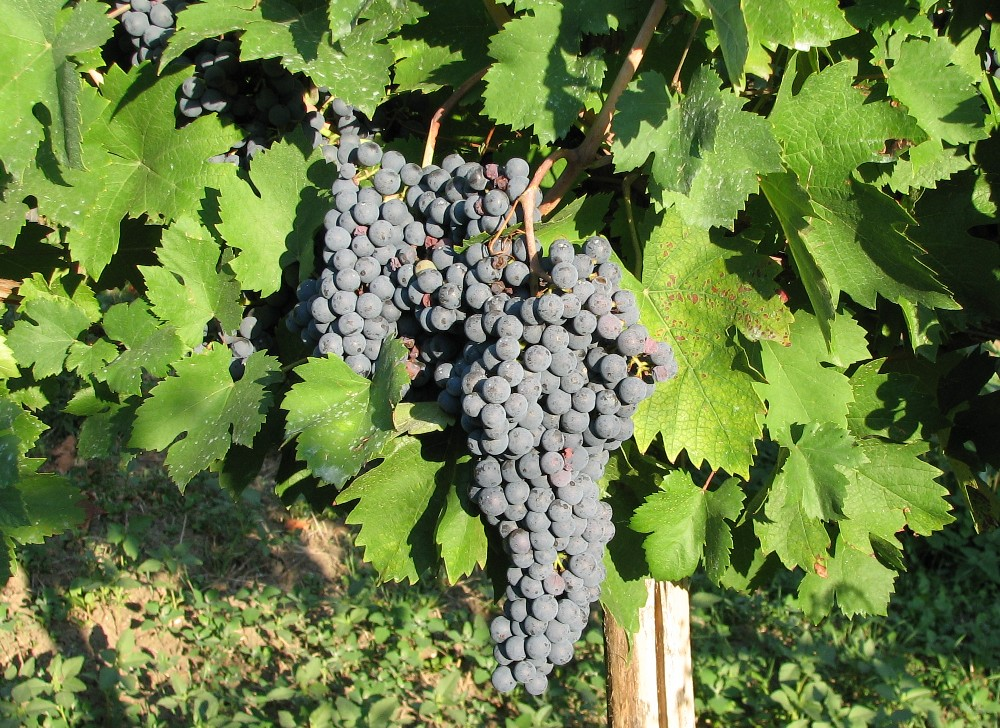
Vides de croatina.

La croatina es una uva de vino tinto italiana que crece sobre todo en la región lombarda de Oltrepò Pavese y en la provincia de Plasencia de Emilia-Romaña, y también en algunas partes del Piamonte y el Véneto. En Oltrepò Pavese, en las colinas de Plasencia, en Cisterna d'Asti y en San Damiano d'Asti (provincia de Asti), y en Roero a la variedad se la llama bonarda. En ocasiones se la confunde con la bonarda piamontesa, que es una uva que no está relacionada. En la región del Piamonte, es mezclada a veces con la nebbiolo en los vinos de Gattinara y Ghemme.

## Vinos
La croatina tiene características parecidas a las de la dolcetto, al tender a producir vinos afrutados y con colores oscuros que tienen un contenido medio en taninos y que pueden verse beneficiados por la crianza en botella. El vino de la Denominazione di Origine Controllata (DOC) Oltrepó Pavese Bonarda, que contiene de un 85 a un 100% de croatina (llamada localmente bonarda). En cualquier caso, la croatina también es mezclada a menudo con barbera, como en el Gutturnio, un vino de Emilia-Romaña que contiene entre un 30 y un 45% de croatina. También puede ser empleada como una parte muy minoritaria de una mezcla, como en el caso de algunos ejemplares de amarone.

## Regiones vinícolas
Las DOCs que permiten el uso de la croatina son:

### Emilia-Romaña
- Colli di Parma: 25%–40%
- Colli di Scandiano e di Canossa: 0%–15%
- Colli Piacentini (Gutturnio): 30%–45%

### Lombardía
- Oltrepò Pavese: 25%–65%
- Oltrepò Pavese Bonarda: 85%–100%
- San Colombano al Lambro: 30%–45%

### Piamonte
- Colli Tortonesi: normalmente son vinos varietales (100%).
- Bramaterra: 20%–30%.
- Cisterna d’Asti: 80%–100%.
- Colline Novaresi: 0% – 30%.
- Colline Novaresi Croatina: 85%–100%.
- Coste della Sesia rosado: con menos un 50% de nebbiolo, bonarda piemontese, vespolina, croatina o barbera.
- Coste della Sesia Croatina: 85%–100%.

### Véneto
- Amarone: 0%–5%.[4]